# アウトストラーダ A53
アウトストラーダ A53 (autostrada A53) は、イタリア北西部・ロンバルディア州パヴィーア近郊にある高速道路（アウトストラーダ）。幹線であるアウトストラーダ A7と、パヴィーア市の外郭路線A54を結ぶ接続路線（ラッコルド）で、全長は9km。
ANASではラッコルド・アウトストラダーレ RA7  (raccordo autostradale RA7) と附番している。開業は1960年9月10日。運営業務は ミラノ・セッラヴァッレ - ミラノ環状線会社 に委託されている。本道路は、1971年3月23日の省令 (1972年3月17日のイタリア共和国官報 73号) で、ラッコルド・アウトストラダーレと分類され、2001年9月21日の閣僚会議議長令 (2001年9月28日のイタリア共和国官報 226号) により、RA07 と付番された。

## 標識
A53という番号は、オーバーパス特定標識に使われている
。一方、RA7という番号は道路標識としては使われていない。
この接続路上の道路標識は、主要郊外道路と同様に、背景色が青である。しかし、距離標は、アウトストラーダと同様に、背景色が緑である。
アウトストラーダの開始と終了を示す標識も存在している。

## 路線
ベレグアルドでアウトストラーダ A7と分岐し、パヴィーア市街北西でアウトストラーダ A54に接続する。全線がロンバルディア州パヴィーア県内を走る。

### 路程表
| A53 Raccordo BEREGUARDO - PAVIA |                      |      |      |    |
| 種別                            | 表示                 | ↓km↓ | ↑km↑ | 県 |
|                                 | Milano - Genova      | 0.0  | 9.1  | PV |
|                                 | Barriera Bereguardo  | 0.1  | 9.0  | PV |
|                                 | Bereguardo           | 0.6  | 8.5  | PV |
|                                 | Cascina Carpana      | 2.0  | 7.1  | PV |
|                                 | Casottole            | 2.8  | 6.3  | PV |
|                                 | Torre d'Isola        | 4.1  | 5.0  | PV |
|                                 | Cascina Campagna     | 4.8  | 5.3  | PV |
|                                 | Cascina Gaggiola     | 6.5  | 2.6  | PV |
|                                 | Pavia San Lanfranco  | 8.5  | 0.6  | PV |
|                                 | tangenziale di Pavia | 9.1  | 0.0  | PV |